# Athenarnes sång
Athenarnes sång är en svensk dikt som är skriven av Viktor Rydberg och ingår i diktverket "Dexippos", i verket Dikter som publicerades 1882.
Förebilden till dikten är Publius Herennius Dexippus, som var en ansedd man och innehade Atens högsta förtroendeämbeten. När Aten, som lämnats försvarslöst, hotades av en invasion av heruler 267, lyckades han i hast mobilisera ett uppbåd, som slog tillbaka barbarernas anfall. Knektsonen Viktor Rydberg, som var patriot och försvarsvän, har gjort denna bragd bekant genom sin skildring i den berömda dikten "Dexippos". I Athenarnes sång står:
| ”                 | Härlig är döden, när modigt i främsta ledet du dignar, dignar i kamp för ditt land, dör för din stad och ditt hem. | „ |
| – Athenarnes sång | |   |

I Finland var man förtrogna med dikten, som spelade en roll i kampen mot förryskningen. Sedan Jean Sibelius 1899 tonsatt Athenarnes sång för kör och orkester blev det ett populärt konsertstycke.
I Okänd soldat polemiserar Väinö Linna mot Athenarnes sång.

## Text[1]
»Härlig är döden, när modigt i främsta ledet du dignar,

dignar i kamp för ditt land, dör för din stad och ditt hem.

Därför med eldhåg upp att värna fädernejorden!

Ila att offra med fröjd livet för kommande släkt!

Fram, I ynglingar, fram i täta, oryggliga leder!

Aldrig en känsla av skräck, aldrig en tanke på flykt!

Skam och nesa drabbar en här, då i fylkingespetsen

framom de unge man ser gubben förblöda och dö.

Detta höves ju främst en yngling, medan han ännu

älskligt i lockarna bär vårliga blommornas krans.

Fager för kvinnor, ståtlig för män må han synas i livet;

skön är han ännu som död, fallen i slaktningens mitt.»